# Gennadi Nikititsch Olonkin

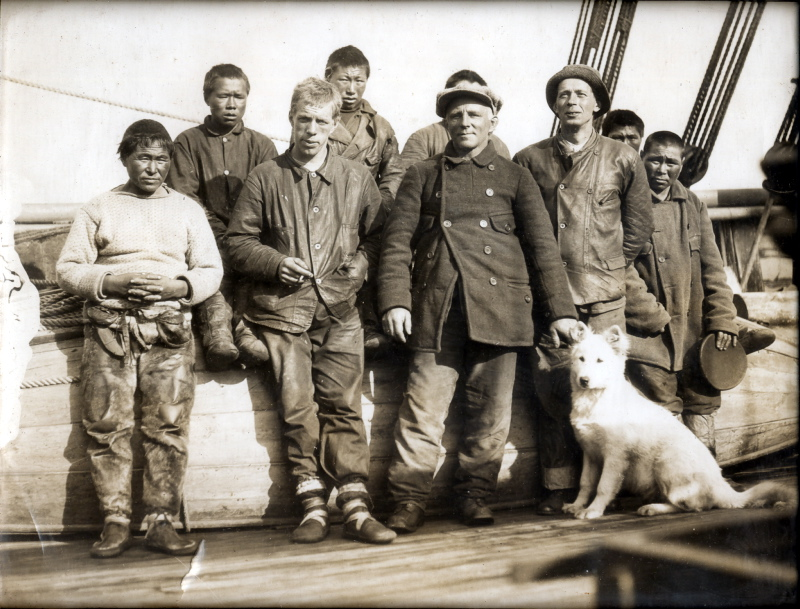
Gennadi Olonkin, dritter von links, mit Oscar Wisting

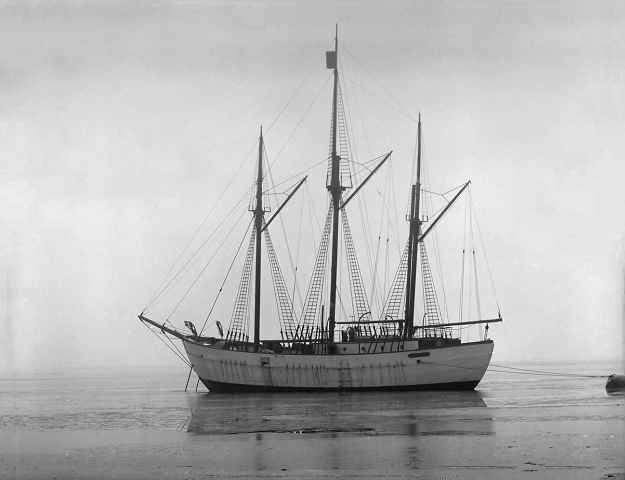
Die Maud, 1918

Gennadi Nikititsch Olonkin (russisch Геннадий Никитич Олонкин; * 1898 im Gouvernement Archangelsk, Russisches Kaiserreich; † September 1960 in Tromsø) war ein russisch-norwegischer Funker und Polarforscher.

## Leben
Olonkin war der einzige Sohn unter zwölf Kindern einer norwegischen Mutter und eines russischen Vaters.
Von 1918 bis 1925 war er Funker und Mechaniker auf Roald Amundsens Forschungsschiff Maud. Er war auch als Funker für den Transpolarflug mit dem Luftschiff Norge im Mai 1926 vorgesehen. Nachdem er während der Überführung der Norge von Rom nach Ny-Ålesund auf Spitzbergen Dienst auf dem Luftschiff getan hatte, wurde er von Amundsen gegen Frithjof Storm-Johnsen (1897–1978) ausgetauscht, wohl um sicherzustellen, dass die Norweger unter den 16 Expeditionsteilnehmern keine Minderheit darstellten. Im selben Jahr wurde Olonkin der Sankt-Olav-Orden verliehen. Er erlangte die norwegische Staatsbürgerschaft und wurde für das Norske Meteorologisk Institutt tätig. Ab 1958 war er am Ausbau der LORAN-Station der NATO auf Jan Mayen beteiligt, deren Wohnsiedlung später nach ihm Olonkinbyen benannt wurde.
Gennadi Olonkin war verheiratet und hatte einen Sohn und zwei Töchter. Ihm zu Ehren ist auf Jan Mayen neben der Siedlung auch das Kap Olonkin benannt.